# وادي حلي
وادي حلي هو وادٍ من أودية تهامة السعودية وأحد أكبر الأودية في المملكة العربية السعودية يقع في مركز حلي جنوب محافظة القنفذة جنوب منطقة مكة المكرمة غرب المملكة العربية السعودية.

## نبذة عن وادي حلي
يبلغ إجمالي طوله 160 كيلو متر ومتوسط انحداره 17,5 م / كم، فهو أحد أكبر أودية المملكة العربية السعودية. تبدأ روافد هذا الوادي من أعالي جبال السروات وجبال الحجاز من رجال ألمع جنوبا إلى بلاد بارق شمالا ويتجه في جريانه منحدرا نحو الغرب حيث يعد من أكبر أودية تهامة، ومن أهم روافده وادي تيه، ووادي بقرة.
يمتاز هذا الوادي بغزارة مياهه وعذوبتها وبكثرة بساتينه وتنوع محاصيله الزراعية التي منها القمح والدخن والسمسم والتي كانت تنتج بكميات تجارية سابقا.

## سلطنة حلي بن يعقوب
تكونت في هذا الوادي حضارة سلطنة حلي بن يعقوب العريقة وسلاطينها من بني حرام ولقد وصف ابن بطوطة مدينة حلي في كتابه تحفة الأنظار في غرائب الأمصار وعجائب الأسفار بأنها ذات الألف مئذنة.

## سد وادي حلي
يقع سد وادي حلي في وادي حلي بمحافظة القنفذة بمنطقة مكة المكرمة غرب المملكة العربية السعودية، وهو من أضخم المشاريع التي نفذتها الحكومة السعودية لتأمين المياه وتنمية مصادرها.
ويعتبر سد وادي حلي من أكبر السدود في المملكة العربية السعودية من حيث الحجم والطاقة التخزينية للمياه، حيث يصل ارتفاعه إلى 95 أمتار وتبلغ طاقته التخزينية 250 مليون متر مكعب كثاني أكبر السدود في المملكة. ويعتبر وادي حلي أحد أكبر الأودية بالجزيرة العربية حيث يزيد طوله عند موقع السد عن 145 كيلومتر، كما يتميز الوادي بارتفاع معدلات هطول الأمطار في منابعه وروافده.
ويعمل سد وادي حلي أيضاً على توفير مياه الشرب وازدهار وتنمية الزراعة بالمنطقة وما حولها نتيجة المردود الإيجابي من تغذية الطبقة الجوفية وزيادة المخزون المائي وتعويض المسحوب منها لا سيما أن المنطقة تتميز بتكويناتها الرسوبية الحاملة للمياه قليلة العمق ويعمل في الوقت نفسه على درء أخطار الفيضانات التي تهدد قرى وادي حلي والبلدات والقرى والمناطق الزراعية على امتداد هذا الوادي.

## وصلات خارجية
- موقع إمارة منطقة مكة المكرمة